# Littérature finlandaise

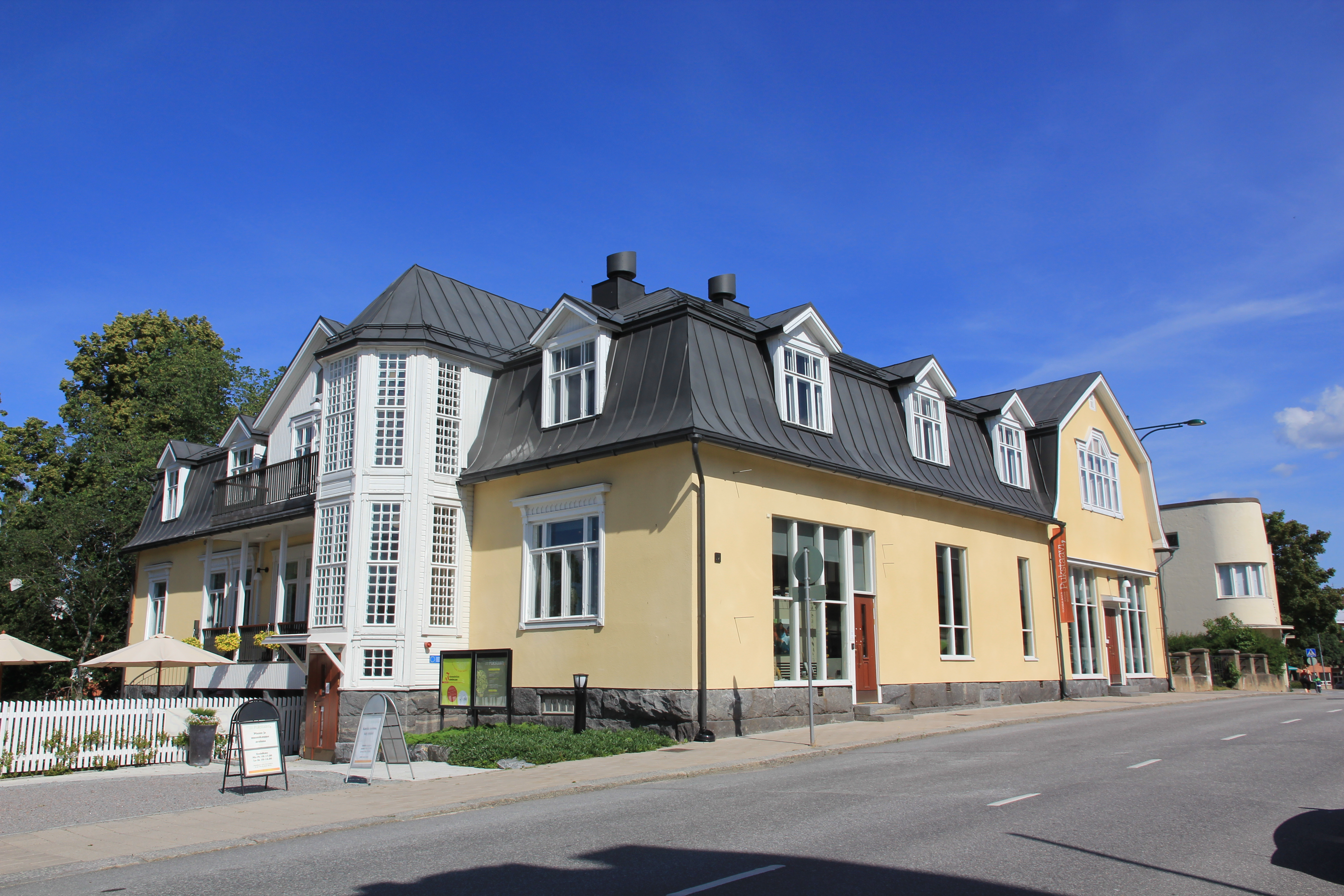
Pukstaavi, musée de la littérature finlandaise à Vammala.

La littérature finlandaise est la littérature écrite en Finlande ou en finnois (6 millions de locuteurs) ou par des Finlandais (Finnois ou non) ou des diasporas finlandaises. La population de référence (en millions d'individus) se monte à 1 (1815), 2 (1880), 3 (1910), 4 (1950), 5 vers 1990, diaspora finlandaise (en) non comprise.
Elle commence à se développer à partir du XVIe siècle et de la Réforme, avec la traduction en finnois des Saintes Écritures (la Bible chrétienne), puis s'épanouit à partir du XIXe siècle dans un climat d'éveil de la conscience nationale et d'intérêt renforcé du public pour les traditions et le folklore finlandais.

## Moyen Âge
Le finnois reste longtemps une langue seulement orale, familiale, communautaire, avec diverses variations dialectales.
La langue des affaires de la Ligue hanséatique est le moyen bas allemand (12e-16e siècles).
Et la langue de la religion, du culte, des offices, est le latin ecclésiastique des missionnaires de l'Église catholique (apostolique et romaine) qui ont mené l'évangélisation aux 11e-12e siècles, au nom de la Suède.
Le premier texte en finnois connu serait la Lettre d'écorce de bouleau n° 292 (en) (vers 1220), suivi des inscriptions Käymäjärvi (en).
Le texte est transcrit en écriture cyrillique et relève d'un dialecte finlandais parlé dans la région d'Olonets, en Russie.
Les premiers textes écrits en Finlande l'ont été en suédois ou en latin au cours du Moyen Âge finlandais (vers 1200-1523).
Le premier texte en finnois publié semble être un Notre Père en 1544.
Il existe aussi, très minoritairement, des textes de cette époque en allemand et français.

## XVIesiècle-XVIIesiècle
La littérature de langue finnoise s'est lentement développée à partir du XVIe siècle, après l'établissement du finnois écrit par l'évêque et réformateur luthérien finlandais Mikael Agricola (1510c-1557). Il a traduit le Nouveau Testament en finnois en 1548.

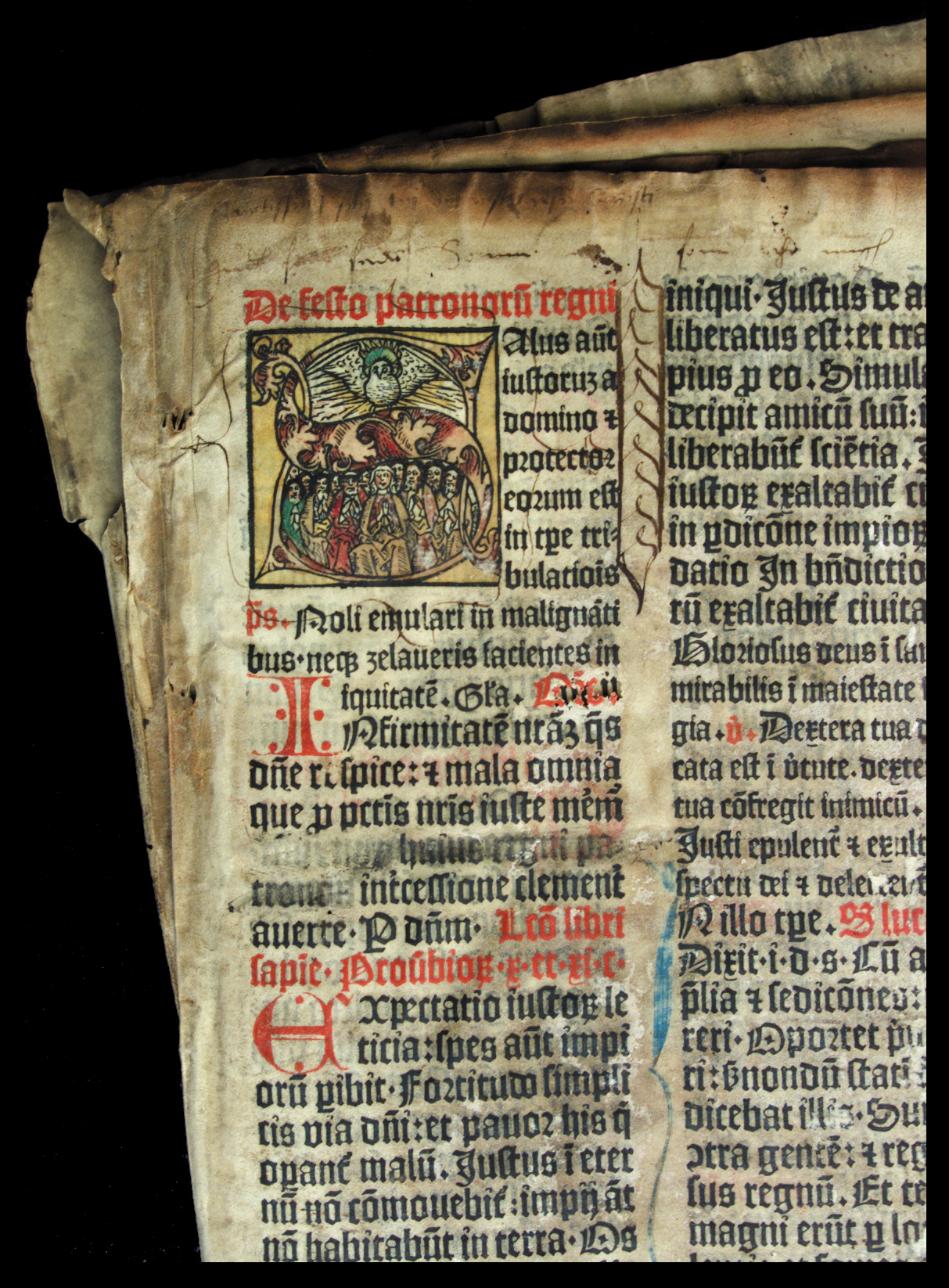
Missale Aboense (en), premier livre imprimé en Finlande (en latin) (1488)
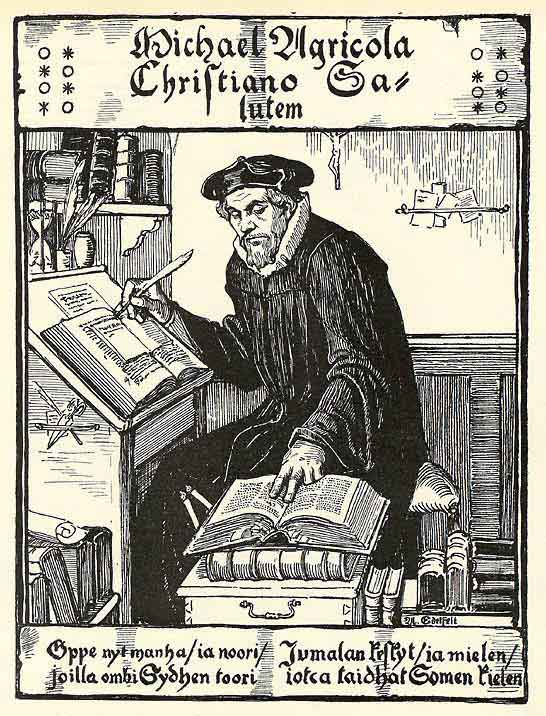
Mikael Agricola (1510-1557)
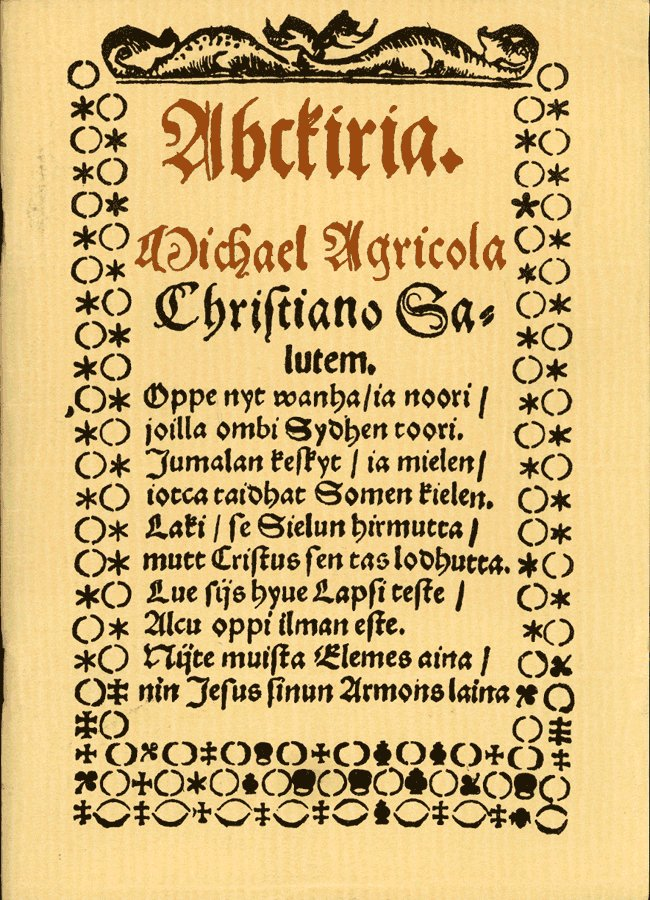
Abckiria (en) (Agricola, 1543), abécédaire
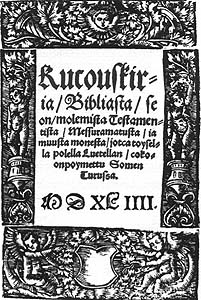
Rucouskiria (fi) (Agricola, 1544)
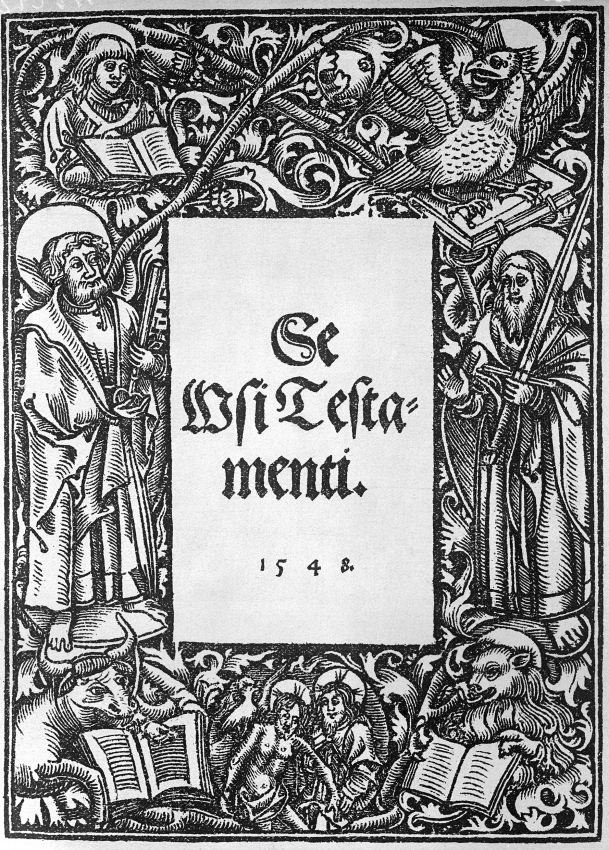
Nouveau Testament (1548, traduction en finnois par Agricola)

## XVIIIesiècle
- Aeschillus Petraeus (en) (1593-1657)
- Henrik Gabriel Porthan (1739-1804)
- Christfried Ganander (1741-1790)

Tidningar Utgifne Af et Sällskap i Åbo (Åbo Tidningar, Journaux de Turku) serait le premier journal (d'association) répertorié, édité en Finlande (1771-1778 et 1782-1788), en suédois. D'autres suivent, dont le Åbo Morgonblad en 1821.
Le premier magazine publié en Finlande, Om Konsten at rätt behaga (Si l'Art a raison de plaire), en 1782, pour six mois, est un magazine féminin, en suédois.

## XIXesiècleet débutXXesiècle
Le Grand-duché de Finlande (1809-1917), issu de l'éclatement du royaume de Suède-Finlande, est une dépendance, réputée autonome, de l'Empire russe, tout comme le bref Royaume de Finlande (1917-1919). Le pays compte environ un million d'habitants vers 1810, trois vers 1914, et cinq vers 2000), parlant très majoritairement finnois, langue marginalisée par les minorités influentes utilisant alors le russe, le suédois et l'allemand. 
Le premier journal national publié en Finlande, en 1820, en suédois, est le Journal officiel (Finlands allmänna tidning). L'édition en finnois (Suomen Julkisia Sanomia) date de 1856. De 1899 à 1917, il est publié en russe : Finljandskaja gazeta. L'édition bilingue finno-suédoise date de 1931.
Après l’annexion de la Finlande à l'Empire russe au début du XIXe siècle, la montée de l'éducation et du nationalisme a développé l'intérêt du public pour le folklore en Finlande et a entraîné une augmentation de l'activité littéraire en langue finnoise. Le romantisme de Turku (de l'Académie royale d'Åbo (1640-1828)) atteint son apogée vers 1820. La Société de littérature finnoise est fondée en 1831.
Dès les années 1820, un premier éveil national, mouvement fennomane, favorable entre autres à l'usage de plus en plus important de la langue finnoise (administrations, justice, éducation) suscite des réactions, dont celles du mouvement svecomane, des élites, des Églises, puis de l'Empire russe, jusqu'aux tentatives de russification de la Finlande (1899-1905 et 1908-1917), au mouvement Suomalaisuuden Liitto (1906) et à l'indépendance de la Finlande (1917).
La plupart des œuvres importantes de l'époque, écrites en suédois ou, de plus en plus souvent, en finnois, portent sur l'acquisition ou le maintien d'une forte identité finlandaise. Des milliers de poèmes folkloriques sont rassemblés dans le Suomen kansan vanhat runot ("Les anciens poèmes du peuple finlandais"). Le recueil de poèmes le plus célèbre est le Kalevala, publié en 1835. Le premier roman publié en finnois est Sept frères (1870) d'Aleksis Kivi (1834-1872).
Les plus grands auteurs de cette période sont : 
- François-Michel Franzen (1772-1847), poète, en suédois
- Johan Ludvig Runeberg (1804-1847), poète national, en suédois
- Zacharias Topelius (1818-1898)
- Aleksis Kivi (1834-1872) : Seitsemän veljestä (en) (Les sept frères),
- Minna Canth (1844-1897), nouvelliste, dramaturge
- Elias Lönnrot (1802-1884) : Kanteletar, Kalevala.
- Juhani Aho (1861-1921), romancier
- Johannes Linnankoski (1869-1913), romancier, Chant de la fleur rouge (1905) et Les Fugitifs (1908)
- Aeschillus Petraeus (en)

Le Kalevala (1835) de Elias Lönnrot constitue une étape importante pour la littérature en finnois. Il s'agit d'une épopée mondialement connue, particulièrement importante pour l'identité nationale finlandaise, constituée sur la base de poésies populaires de transmission orale et portant sur des thèmes de la mythologie finnoise.
Le Kanteletar (1840) est le recueil de poésies lyriques, par le même Elias Lönnrot.

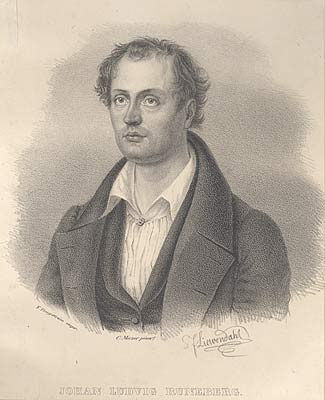
Le poète Johan Ludvig Runeberg
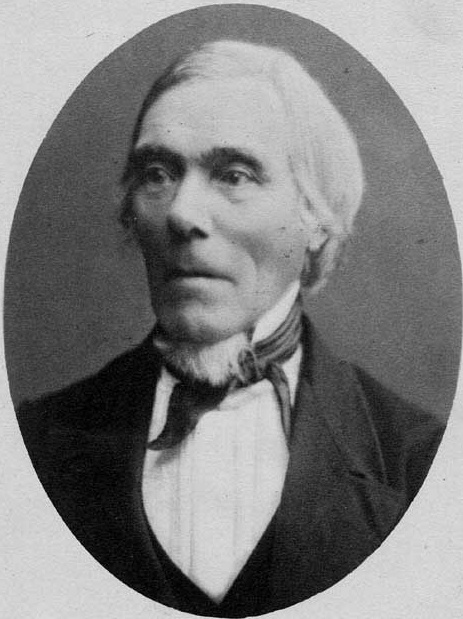
Elias Lönnrot
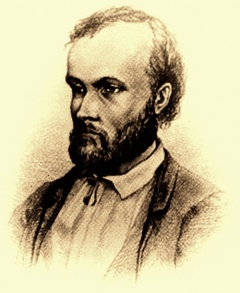
Aleksis Kivi
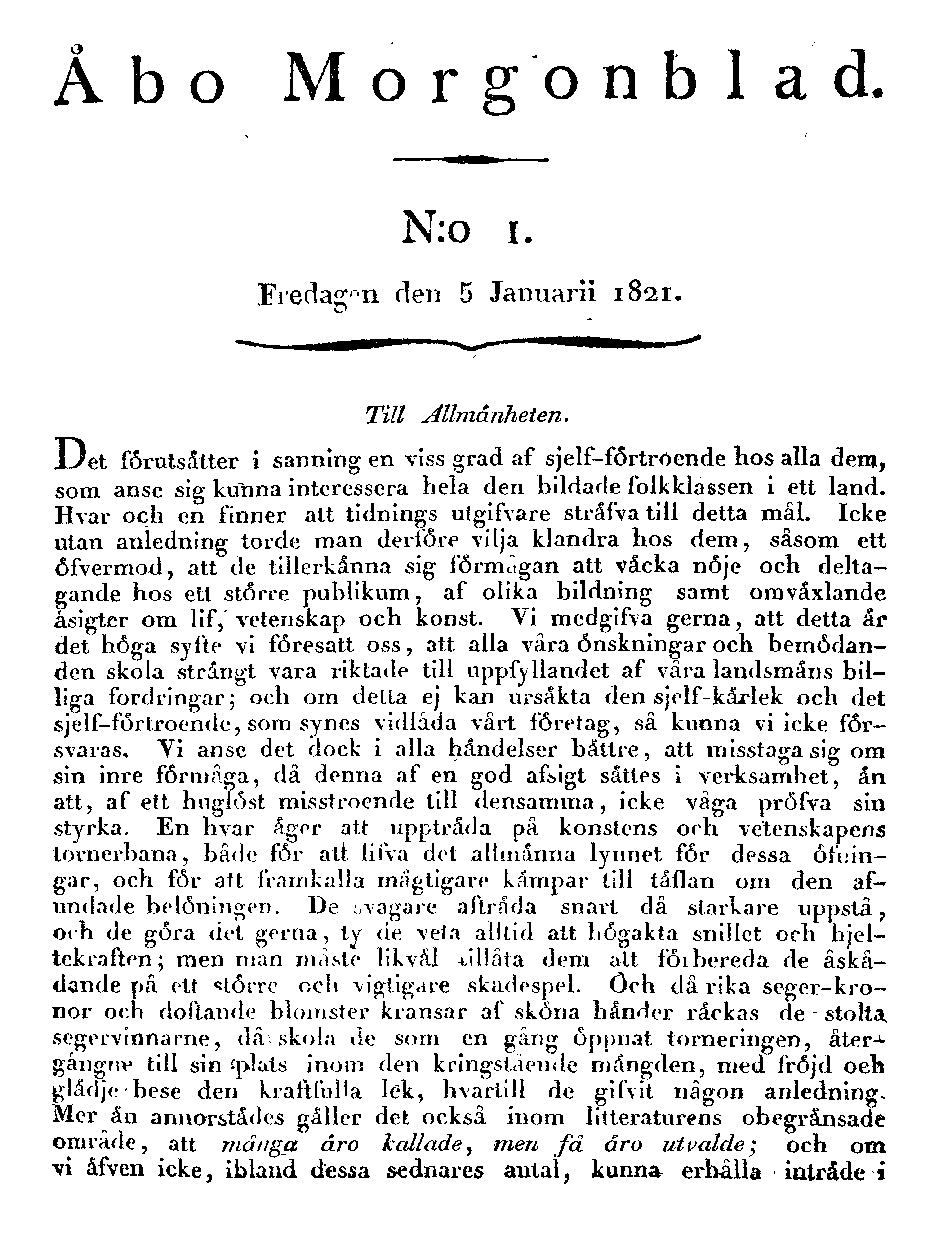
Åbo Morgonblad n°1 (1821)
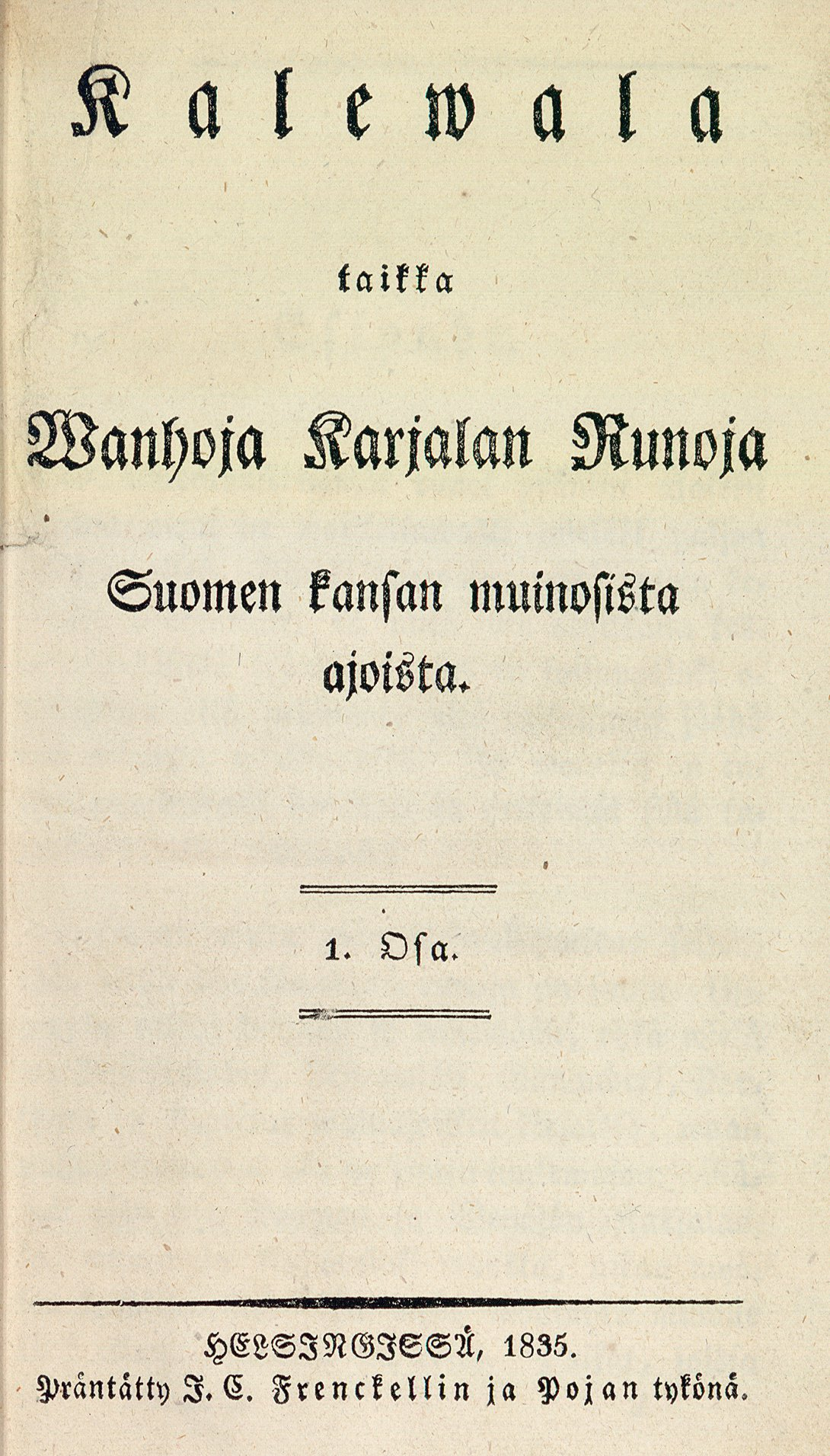
Kalevala (1835)
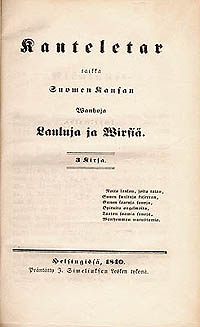
Kanteletar (1840)
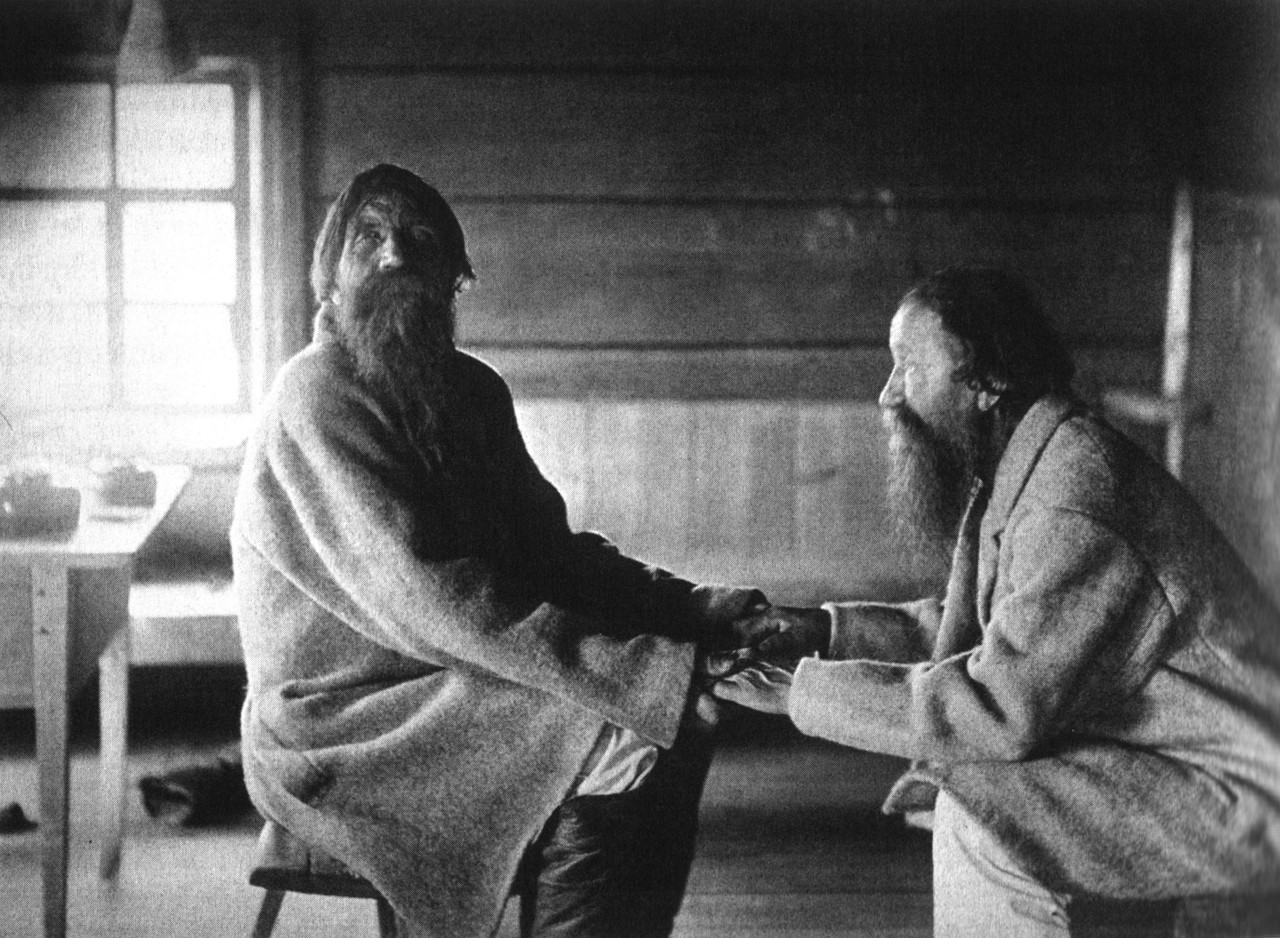
Récitant du Kalevala, Carélie, 1894
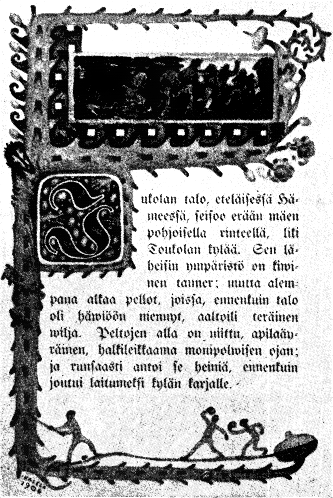
Première page des Sept Frères (Aleksis Kivi, 1870) (en)
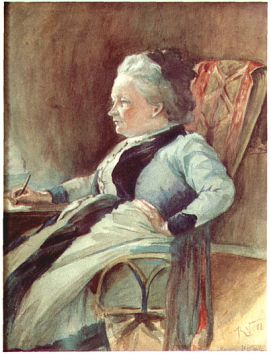
Minna Canth

## XXesiècle

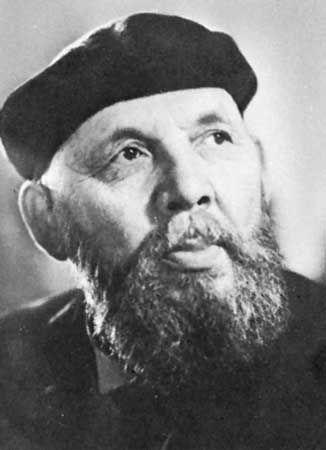
Frans Emil Sillanpää.

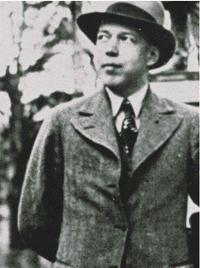
Mika Waltari.

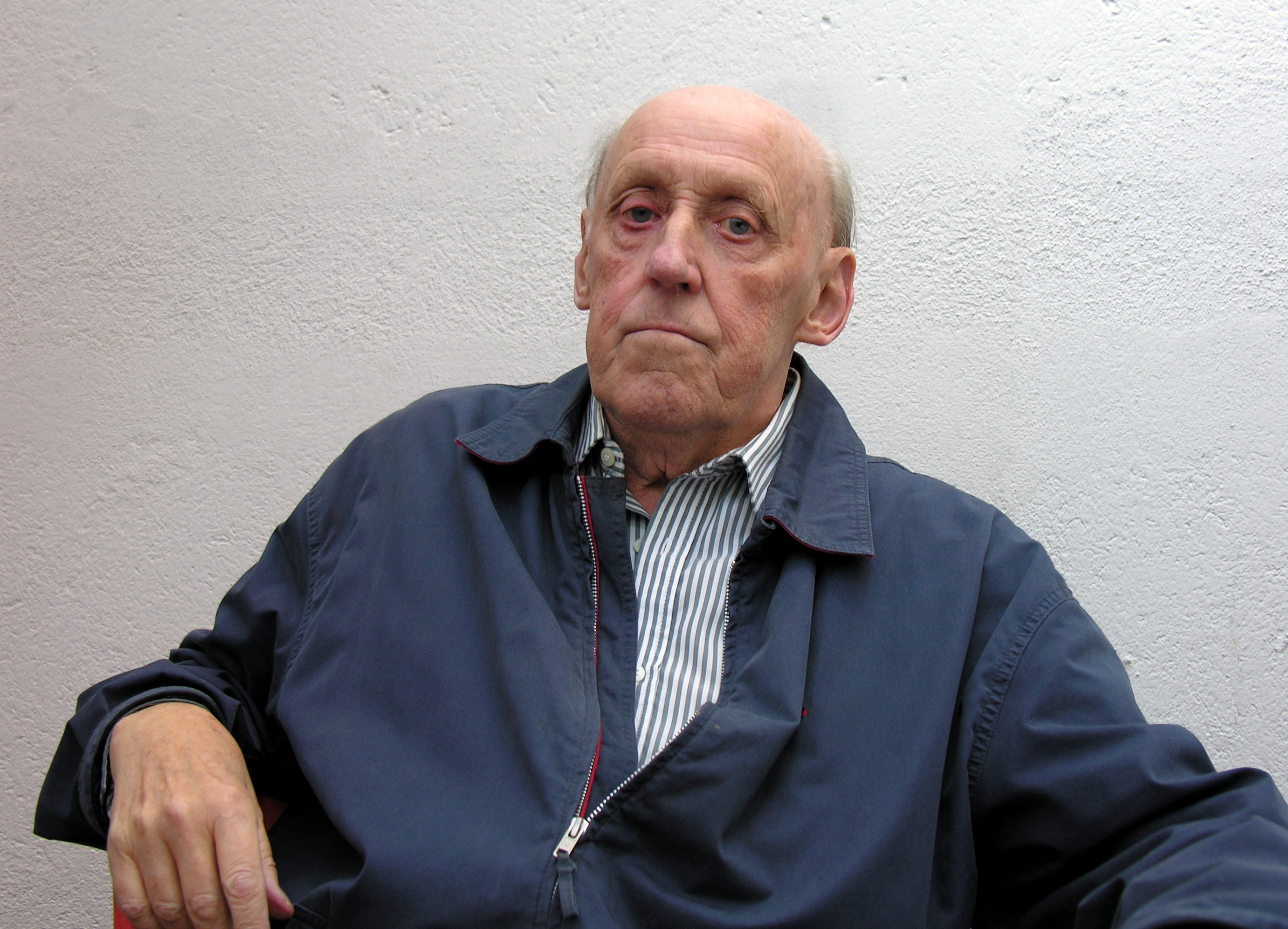
Bo Carpelan.

### Jalons historiques pour le XXe siècle
- Royaume de Finlande (1917-1919) (et gouvernement de Vasa et de Kuopio)
- Guerre civile finlandaise (1918), République socialiste des travailleurs de Finlande (1918)
- Première période de la république de Finlande (1919-1939)
- République démocratique finlandaise (1939-1940) et République socialiste soviétique autonome de Carélie (1923-1940 et 1956-1991)
- République socialiste soviétique carélo-finnoise (1940-1956)
- Seconde Guerre mondiale : guerre d'Hiver (1939-1940), Grande Trêve (1940-1941), Opération Barbarossa (1941), guerre de Continuation (1941-1944), guerre de Laponie (1944-1945)
- Évacuation d'enfants finlandais vers d'autres pays nordiques en 1939-1940, Évacuation de la Carélie finlandaise
- Armistice de Moscou (1944), Traité de Paris (1947)
- Guerre froide (1947-1991), Traité finlando-soviétique de 1948, Finlandisation
- Seconde période de la république de Finlande (depuis 1944 à peu près)

### Auteurs
- Maila Talvio (1871-1951), nommée trois fois pour le prix Nobel de littérature
- Otto Manninen (en) (1872-1950), poète, traducteur
- Eino Leino (1878-1926)
- Aino Kallas (1878-1956), romancière
- Maria Jotuni (1880-1943), romancière, dramaturge
- Hella Wuolijoki (1886-1954), nouvelliste, dramaturge
- Frans Emil Sillanpää (1888-1964), prix Nobel de littérature en 1939 : Sainte Misère (1919), Silja ou Une brève destinée (1931)
- Aaro Hellaakoski (en) (1893-1952), poète
- Juhani Aho (1907-1961)
- Mika Waltari (1908-1979), Sinouhé l'Égyptien (1945), Les Amants de Byzance (1952), Jean le Pérégrin (1981)
- Tove Jansson (1914-2001), Moumines, suédophone
- Väinö Linna (1920-1992), romancier
- Eeva-Liisa Manner (1921-1995), poétesse, romancière, dramaturge, traductrice
- Bo Carpelan (1926-2011), suédophone
- Veijo Meri (1928-2015), nouvelliste, romancier, dramaturge, essayiste
- Paavo Haavikko (1931-2008), poète, éditeur
- Antti Hyry (1931-2016), nouvelliste, romancier)
- Arvo Salo (fi) (1932-2011), journaliste, dramaturge
- Hannu Salama (1936-), romancier, nouvelliste, poète
- Pentti Saarikoski (1937-1983), poète
- Nils-Aslak Valkeapää (1943-2001), poète (same)
- Timo Mukka (1944-1973), poète, peintre, romancier
- Antti Tuuri (1944-), nouvelliste, romancier, dramaturge

### Mouvements
- Modernisme suédo-finnois (de)

## Littérature contemporaine
Le nombre d'auteurs est très important, mais leurs œuvres sont encore peu traduites.
Avec Bo Carpelan (1926-2011), d'expression suédoise, lauréat du Prix européen de littérature en 2007, Arto Paasilinna est l'un des écrivains finlandais les plus connus en France.
- Antti Hyry (1931-2016)
- Leo Suomela (fi) (1934-), nouvelliste
- Arto Paasilinna (1942-2018) : Le Lièvre de Vatanen (1975), Petits suicides entre amis (1990)
- Leena Krohn (1947-), Ulla-Lena Lundberg (1947-), Pirkko Saisio (1949-), Kristina Carlson (1949-)
- Hannu Väisänen (1951-), Hannu Raittila (1956-), Pirjo Hassinen (en) (1957-), Kari Hotakainen (1957-), Johanna Sinisalo (1958-), Rosa Liksom (1958-)
- Kjell Westö (1961-), Helena Sinervo (1961-)
- Riikka Pelo (1972-), Jukka Viikilä (1973-), Jussi Valtonen (1974-), Tuomas Kyrö (1974-), Mikko Rimminen (1975-), Laura Lindstedt (1976-), Sofi Oksanen (1977-), Katja Kettu (1978-)
- Maria Turtschaninoff (en) (en suédois)
- Riikka Pulkkinen (1980), Pekka Juntti (fi) (1980-), Miki Liukkonen (1989-2023)
- Pajtim Statovci (1990-), Mon Chat Yugoslavia (2016)
- E.L. Karhu (1982-), dramaturge

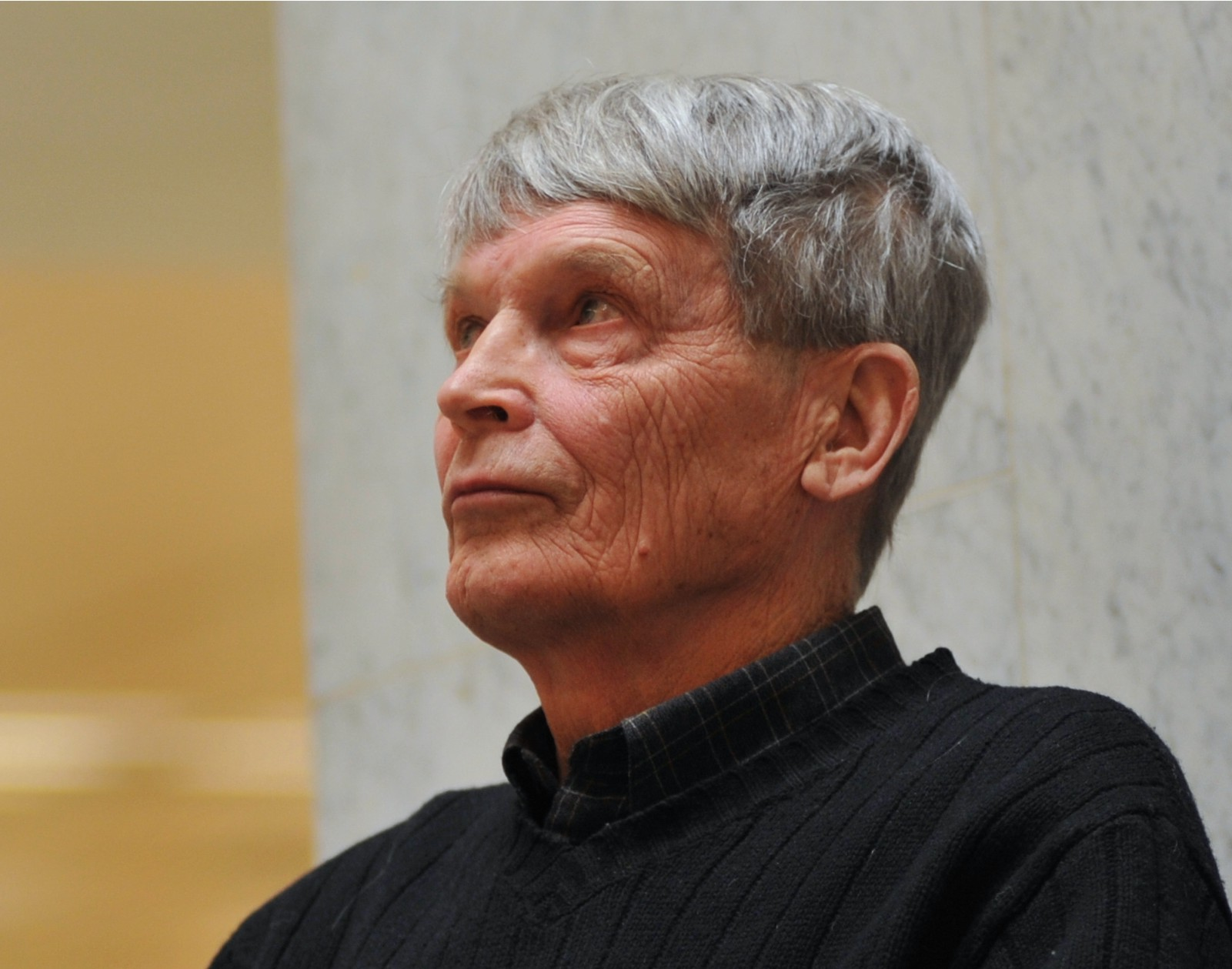
Antti Hyry
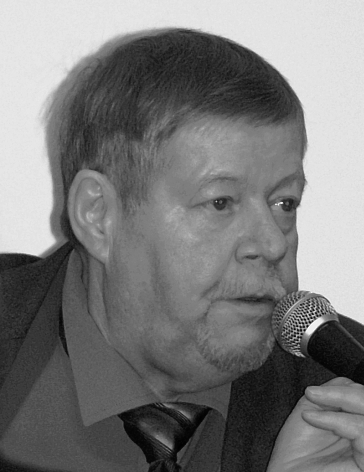
Arto Paasilinna
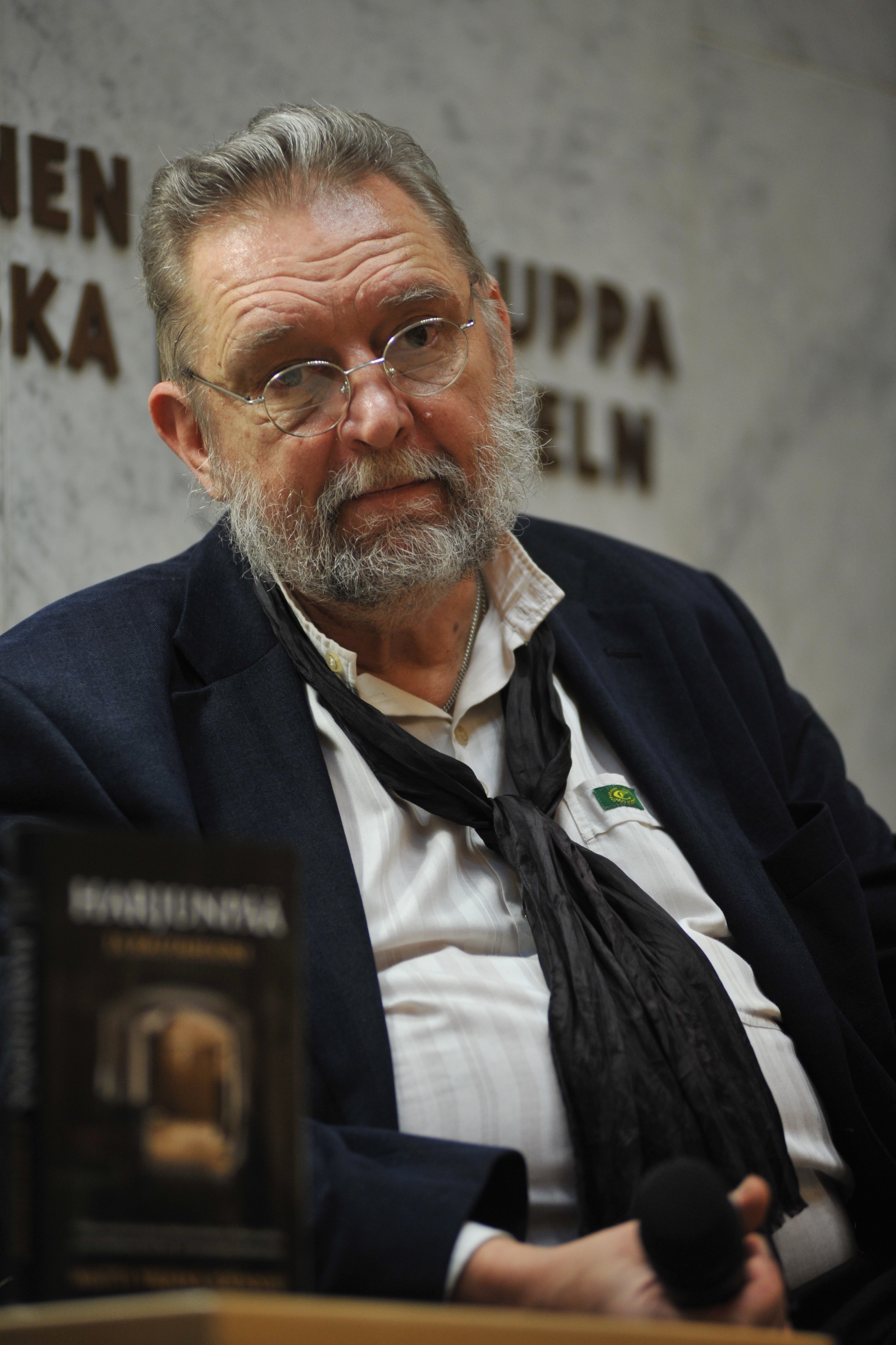
Matti Yrjänä Joensuu
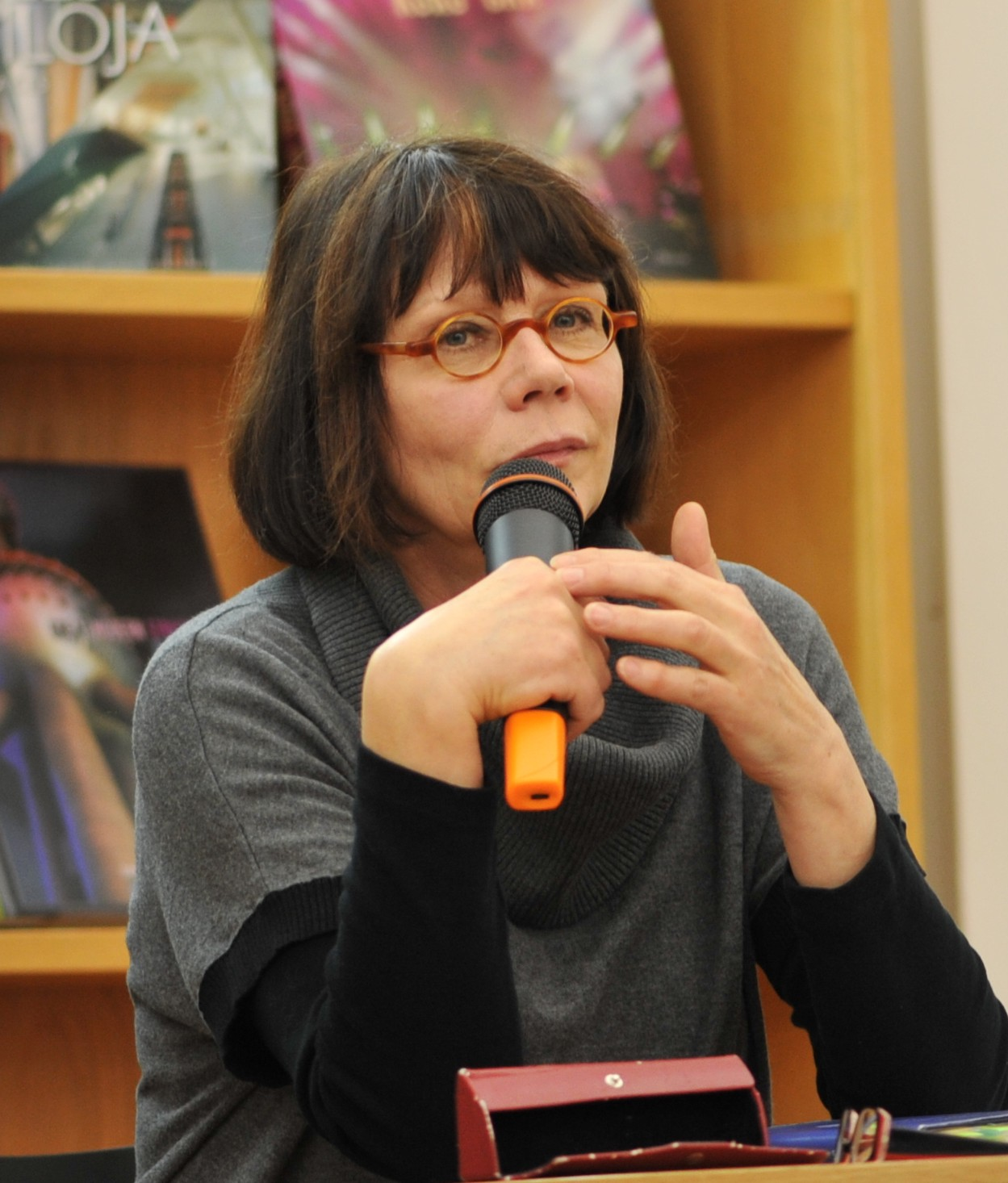
Kristina Carlson
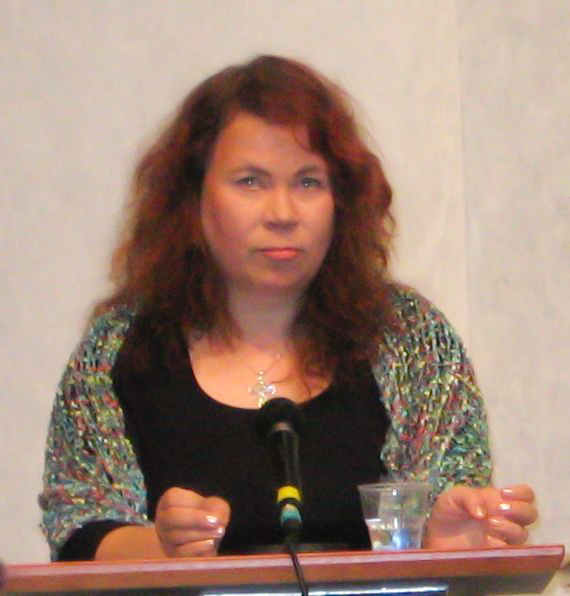
Leena Lehtolainen
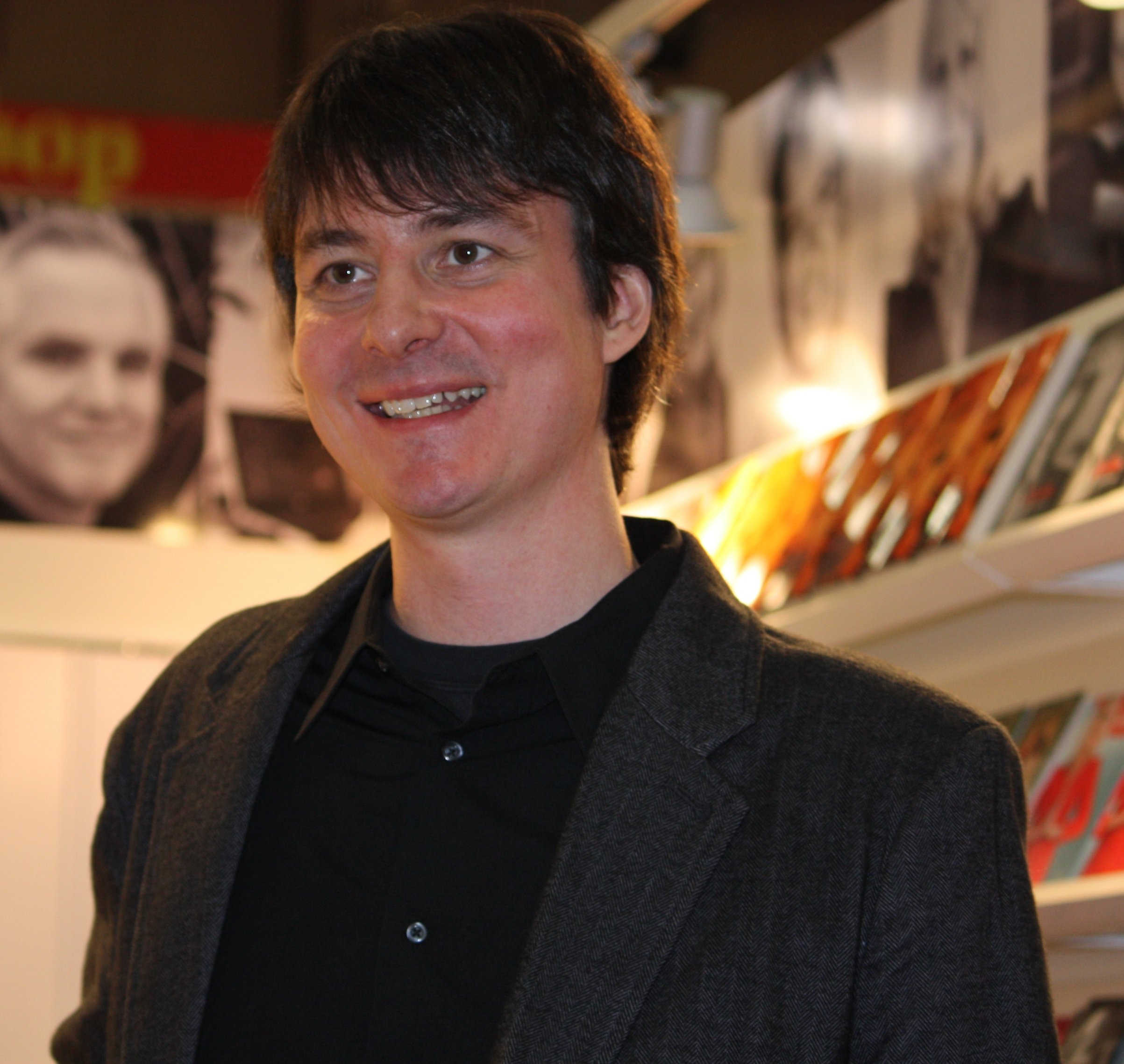
Antti Tuomainen
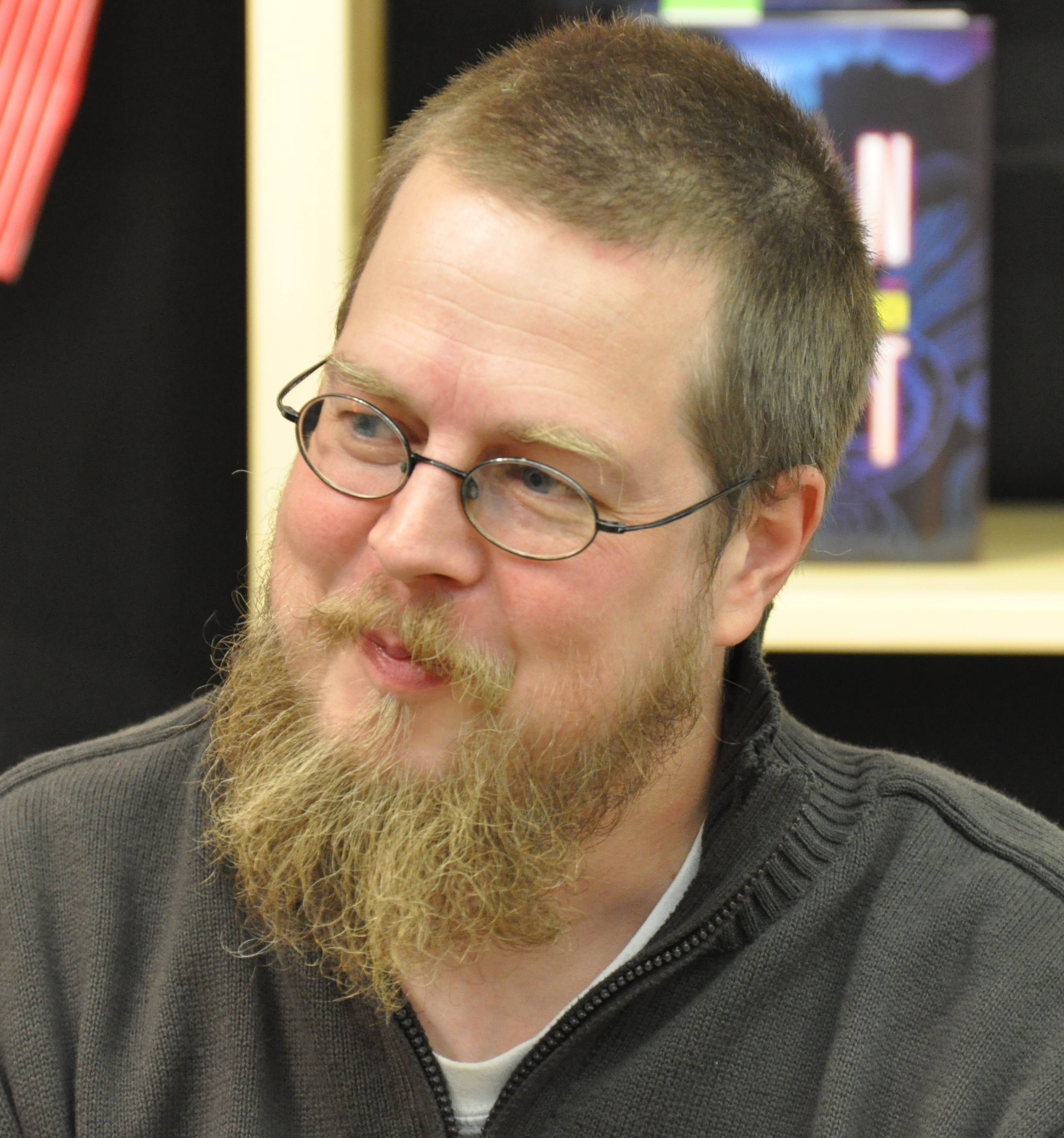
Tuomas Kyrö
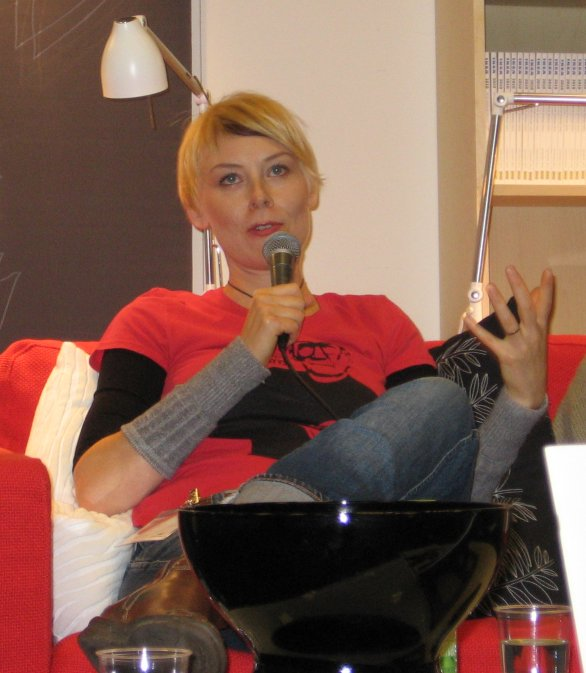
Laura Lindstedt
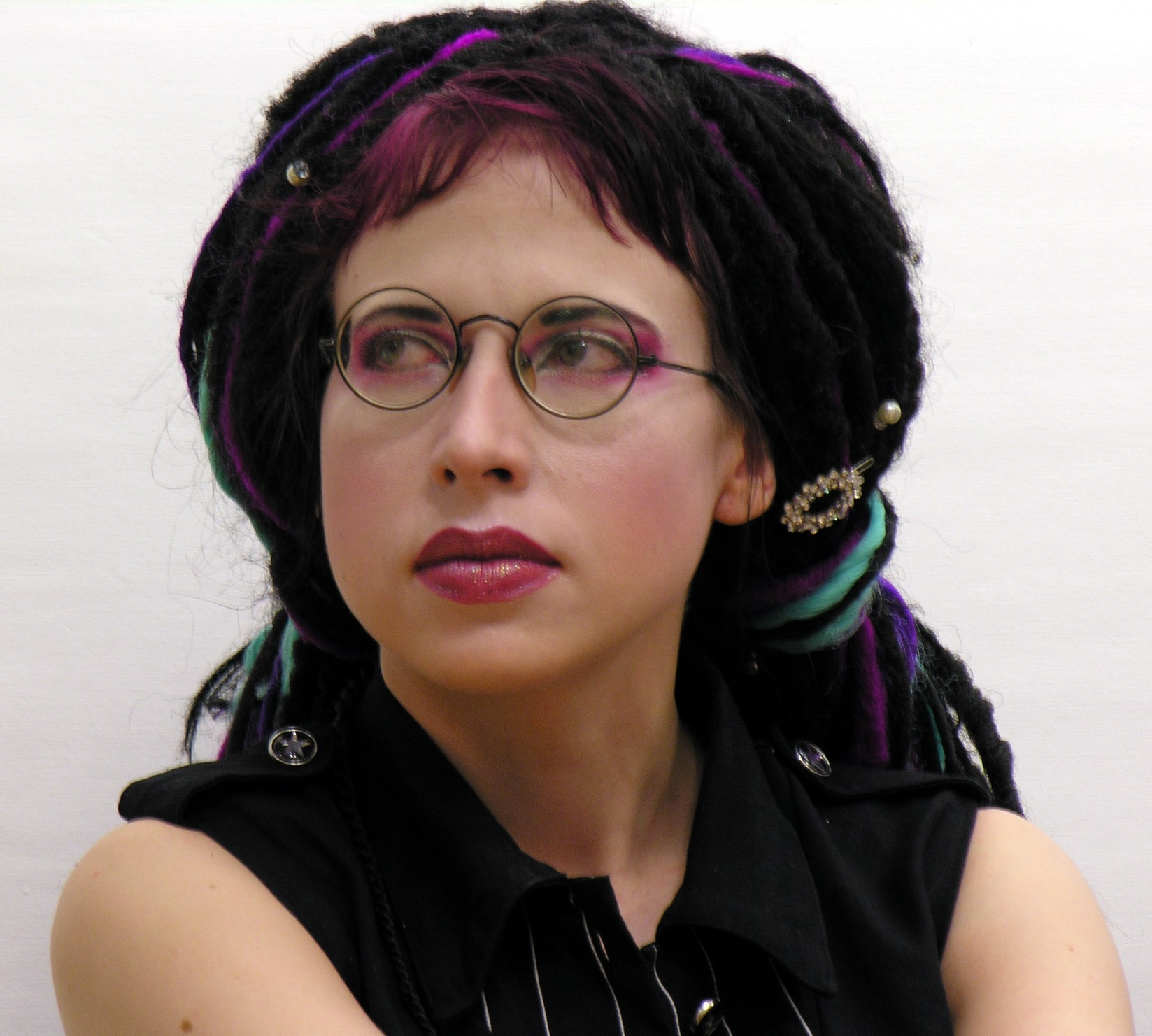
Sofi Oksanen
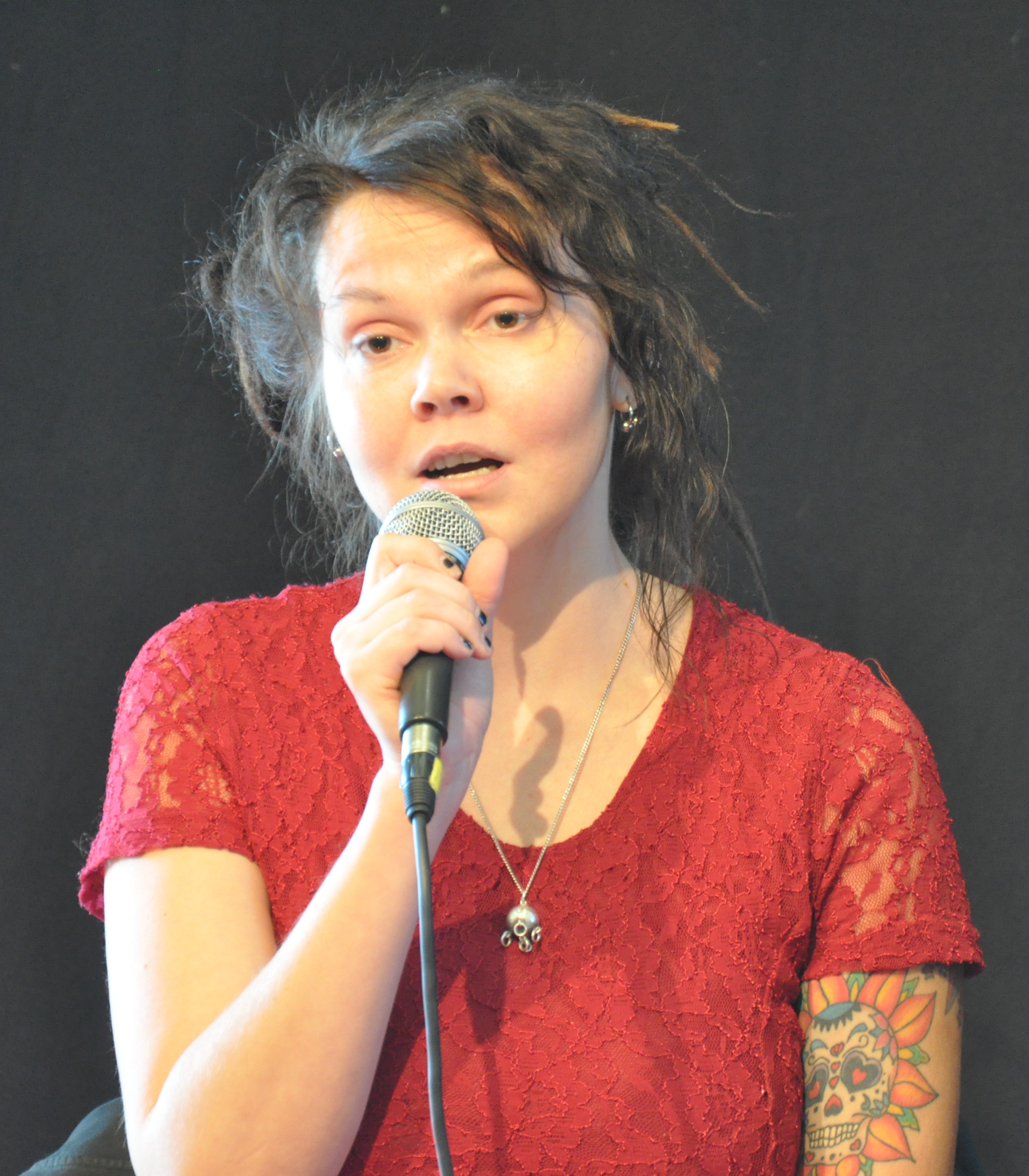
Katja Kettu

## Théâtre
Le théâtre en Finlande représente :
- des salles de travail et de spectacle : Salles de théâtre en Finlande (16 en français, 84 en finnois), dont
  - Théâtre national de Finlande (1872)
  - Théâtre d'Alexandre (1876)
  - Théâtre des travailleurs de Tampere (1985)
- des acteurs : Acteurs de théâtre finlandais (es) (>140)
- des centres de formation : École supérieure de théâtre d'Helsinki
- des auteurs : Dramaturges finlandais
- des pièces :  Pièces de théâtre finlandaises (en)
- des mises en scène : Metteurs en scène finlandais
- des festivals :  Festivals de théâtre en Finlande (en) : Tampere Theatre Festival, Baltic Circle Festival
- des récompenses :  Prix national des arts du spectacle en Finlande (fi), Prix Yle de la pièce radiophonique pour les aveugles (1967-)
- Spex (theatre) (en), théâtre amateur étudiant/universitaire (en Suède et Finlande)
- Livre du Théâtre National (Finlande) (fi)
- Histoire du théâtre en Finlande (fi)

## Auteurs
- Liste d'écrivains finlandais par ordre alphabétique
- Liste d'auteures finlandaises (en)
- Union des écrivains finlandais
- Liste de poètes finlandais (en)
- Auteurs finlandais de roman policier
- Écrivains finlandais par siècle (en)
- Écrivains finlandais par région (en)
- Blogueurs finlandais

## Œuvres
- Romans finlandais
- Recueils de poèmes finlandais

## Institutions
- Société de littérature finnoise (SKS, 1831)
- Société de littérature suédoise en Finlande (1885)
- Foire du livre d'Helsinki
- Liste de prix littéraires finlandais (>60), dont Prix Finlandia, Prix Tieto-Finlandia, Prix Napero-Finlandia, Prix national de littérature (Finlande)
- Grand prix de littérature du Conseil nordique depuis 1962
- Médaille Pro Finlandia
- Projet Runeberg
- Revues littéraires en Finlande : Hiidenkivi, Lumooja, Nuori Voima, Parnasso